# میسلوویتسه
میسلوویتسه (به چکی: Myslovice) یک منطقهٔ مسکونی در جمهوری چک است که در ناحیه کلاتووی واقع شده‌است. میسلوویتسه ۴٫۰۵ کیلومتر مربع مساحت و ۱۰۸ نفر جمعیت دارد و ۴۵۰ متر بالاتر از سطح دریا واقع شده‌است.